# Províncies de Ruanda
Les províncies de Ruanda, anomenades intara, es divideixen en districtes (akarere) i municipis (umujyi). Abans de l'1 de gener de 2006, Ruanda estava format per 12 províncies. El Govern de Ruanda va decidir establir noves províncies en un intent d'abordar els problemes que van sorgir del Genocidi contra els tutsi el 1994.
El primer objectiu era descentralitzar el poder. La percepció era que el sistema de govern centralitzat de Ruanda havia contribuït al genocidi ruandès. Les noves províncies són més multiètniques que les dotze anteriors que ajuden a debilitar les divisions ètniques. Finalment, les noves províncies no tenen les associacions que tenien els dotze anteriors amb els esdeveniments del genocidi.
Fins al 2002 les províncies es deien prefectures (perefegitura).

## Províncies
Des de l'1 de gener de 2006 les cinc províncies de Ruanda són:
| Província | Nom kinyarwanda  | Capital   | Àrea (km²) | Població (cens de 2012) |
| --------- | ---------------- | --------- | ---------- | ----------------------- |
| Kigali    | Umujyi wa Kigali | Kigali    | 730        | 1.132.686               |
| Sud       | Amajyepfo        | Nyanza    | 5,963      | 2,589,975               |
| Oest      | Iburengerazuba   | Kibuye    | 5,883      | 2,471,239               |
| Nord      | Amajyaruguru     | Byumba    | 3,276      | 1,726,370               |
| Est       | Iburasirazuba    | Rwamagana | 9,458      | 2,595,703               |

## Antigues províncies
Abans de 2006 les províncies eren:
- Província de Butare
- Província de Byumba
- Província de Cyangugu
- Província de Gikongoro
- Província de Gisenyi
- Província de Gitarama
- Província de Kibungo
- Província de Kibuye

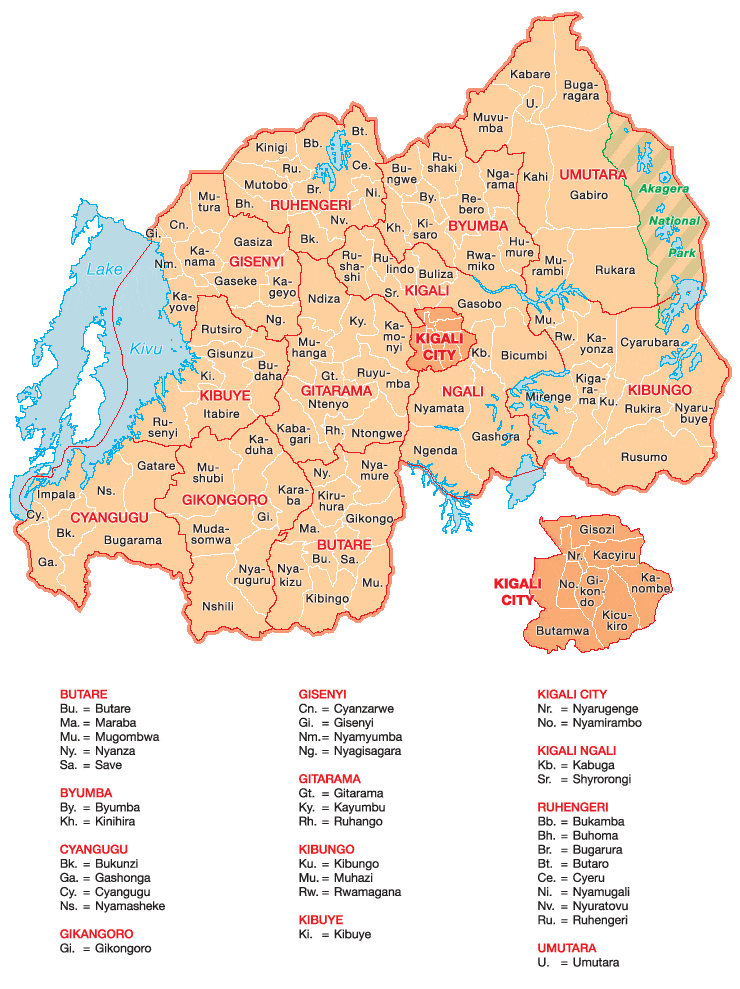
Divisió administrativa entre 2002 i 2006.

- Ciutat de Kigali (Establerta com a província en 1992)[5]
- Província de Kigali-Rural (Kigali Ngali)
- Província de Ruhengeri
- Província d'Umutara (Establerta l'agost de 1996)[5]